# Darüşşafaka Spor Kulübü 2024-2025
Questa voce raccoglie le informazioni riguardanti il Darüşşafaka Spor Kulübü nelle competizioni ufficiali della stagione 2024-2025.

## Stagione
La stagione 2024-2025 del Darüşşafaka Spor Kulübü è la 29ª nel massimo campionato turco di pallacanestro, la Basketbol Süper Ligi.
All'inizio della nuova stagione la Federazione decise di modificare il regolamento riguardo al numero di giocatori stranieri consentiti per ogni squadra che così venne allargato a sette. Inoltre, per tutta la durata della gara, le squadre devono schierare nel quintetto in campo almeno 1 giocatore di nazionalità turca.

## Roster
Aggiornato al 18 ottobre 2024.
| Darüşşafaka Lassa 2024-25 | Darüşşafaka Lassa 2024-25 |
| Giocatori                 | Staff tecnico             |
| ------------------------- | ------------------------- |

| N. | Naz.                                  | Ruolo | Nome              | Anno | Alt.   | Peso   |  |
| -- | ------------------------------------- | ----- | ----------------- | ---- | ------ | ------ |  |
| 0  | Turchia (bandiera)                    | C     | Tarık Sezgün      | 2001 | 212 cm |        |  |
| 1  | Turchia (bandiera)                    | PG    | Tolga Kay         | 2004 | 196 cm |        |  |
| 2  | Stati Uniti (bandiera)                | P     | Nike Sibande      | 1999 | 193 cm | 84 kg  |  |
| 3  | Stati Uniti (bandiera)                | P     | Tyree Appleby     | 1998 | 184 cm | 79 kg  |  |
| 5  | Turchia (bandiera)                    | AG    | Heren Has         | 2001 | 202 cm |        |  |
| 7  | Turchia (bandiera)                    | G     | Enes Taşkıran (C) | 1997 | 193 cm | 86 kg  |  |
| 8  | Sudan (bandiera) · Turchia (bandiera) | AP    | Muhaymin Mustafa  | 1999 | 197 cm | 91 kg  |  |
| 10 | Stati Uniti (bandiera)                | PG    | Omari Moore       | 2000 | 195 cm | 88 kg  |  |
| 11 | Stati Uniti (bandiera)                | G     | Silas Melson      | 1996 | 193 cm | 88 kg  |  |
| 13 | Stati Uniti (bandiera)                | A     | Tres Tinkle       | 1996 | 203 cm | 102 kg |  |
| 14 | Stati Uniti (bandiera)                | AG    | Both Gach         | 1999 | 201 cm |        |  |
| 15 | Serbia (bandiera)                     | AG    | Marko Pecarski    | 2000 | 208 cm | 106 kg |  |
| 16 | Turchia (bandiera)                    | C     | Ege Demir         | 2004 | 207 cm |        |  |
| 17 | Turchia (bandiera)                    | AG    | Yiğit Onan        | 2002 | 208 cm | 98 kg  |  |
| 19 | Turchia (bandiera)                    | C     | Ege Arar          | 1996 | 208 cm | 104 kg |  |
| 20 | Turchia (bandiera)                    | AG    | Ege Akçay         | 2006 | 198 cm |        |  |
| 23 | Austria (bandiera)                    | C     | Luka Brajkovic    | 1999 | 208 cm | 113 kg |  |
| 35 | Turchia (bandiera)                    | G     | Doğan Bozveli     | 2005 | 185 cm |        |  |
| 55 | Stati Uniti (bandiera)                | G     | Terquavion Smith  | 2002 | 193 cm | 73 kg  |  |

| Allenatore                                                                          |
| - Josh King (fino al 21 ottobre) - Carles Durán (dal 26 ottobre)                    |
| Assistente/i                                                                        |
| - Erdi Özten - Dan Ryan Legenda - (C) Capitano - (IN) Inattivo - Infortunato Roster |

## Mercato

### Sessione estiva
| Acquisti | Acquisti      | Acquisti            | Acquisti   | Acquisti |
| R.a      | Nome          | da                  | Modalità   |          |
| -------- | ------------- | ------------------- | ---------- | -------- |
| P        | Tyree Appleby | Limoges CSP         | svincolato |          |
| PG       | Omari Moore   | Niagara River Lions | svincolato |          |
| G        | Silas Melson  | R. Ludwigsburg      | svincolato |          |
| A        | Tres Tinkle   | Obradoiro           | svincolato |          |
| AG       | Both Gach     | Nokia               | svincolato |          |
| AG       | Yiğit Onan    | Gaziantep BŞB       | svincolato |          |
| C        | Ege Arar      | Manisa              | svincolato |          |
| C        | Ege Demir     | Tofaş Bursa         | svincolato |          |
| C        | Tarık Sezgün  | Samsun              | svincolato |          |

| Cessioni | Cessioni                   | Cessioni          | Cessioni       | Cessioni |
| R.       | Nome                       | a                 | Modalità       |          |
| -------- | -------------------------- | ----------------- | -------------- | -------- |
| P        | Brendan Adams              | Samara            | fine contratto |          |
| P        | Can Korkmaz                | Galatasaray       | fine contratto |          |
| PG       | Muhammad-Ali Abdur-Rahkman | Bilbao Berri      | fine contratto |          |
| G        | Lloyd Pandi                | Ottawa Blackjacks | fine contratto |          |
| G        | James Woodard              | W.M. Szczecin     | fine contratto |          |
| AP       | Rijad Aydın                | Trabzonspor       | fine contratto |          |
| AG       | Berk Demir                 | Tofaş Bursa       | fine contratto |          |
| AC       | Bora Yaşar                 | Dubai BC          | fine contratto |          |
| C        | Muhsin Yaşar               | Karşıyaka         | fine contratto |          |

### Dopo l'inizio della stagione
| Acquisti | Acquisti         | Acquisti             | Acquisti         | Acquisti   |
| R.       | Nome             | da                   | Data             | Modalità   |
| -------- | ---------------- | -------------------- | ---------------- | ---------- |
| AP       | Muhaymin Mustafa | Merkezefendi Denizli | 1 novembre 2024  | svincolato |
| C        | Luka Brajkovic   | Pistoia Basket       | 20 novembre 2024 | svincolato |
| AG       | Marko Pecarski   | Lietkabelis          | 4 gennaio 2025   | svincolato |
| PG       | Terquavion Smith | Free agent           | 7 gennaio 2025   | svincolato |
| P        | Nike Sibande     | Girona               | 1 aprile 2025    | svincolato |

| Cessioni | Cessioni         | Cessioni    | Cessioni        | Cessioni    |
| R.       | Nome             | a           | Data            | Modalità    |
| -------- | ---------------- | ----------- | --------------- | ----------- |
| C        | Ege Arar         | Trabzonspor | 18 ottobre 2024 | rescissione |
| AG       | Yiğit Onan       | Yalovaspor  | 21 gennaio 2025 | rescissione |
| G        | Terquavion Smith | Free agent  | 1 marzo 2025    | rescissione |